# اندیس کرومیت شاطری نصرت آباد
کرومیت شاطری نصرت آباد یک اندیس فلزی است که در حوالی شهر رندان استان سیستان و بلوچستان قرار دارد و مادهٔ معدنی موجود در آن، کرومیت است.سنگ میزبان این اندیس پریدوتیت-هارزبورژیت-سرپانتینیت است و دیرینگی آن به دوران کرتاسه بالایی می‌رسد. 